# دوفتون ستاردي
دوفتون ستاردي (بالإنجليزية:Doveton Sturdee) (يونيو 1859 - 7 مايو 1925) أميرال أسطول بريطاني.
انضم إلى البحرية الملكية في عام 1871. في 8 ديسمبر 1914 دمر اسطول شرق آسيا الألماني بقيادة الأميرال ماكسيمليان فون شبيه في معركة جزر فوكلاند، والتي جعلته باروناً. كما خاض معركة يولند 1916.